# Cyclomia iodaria
Cyclomia iodaria là một loài bướm đêm trong họ Geometridae.